# Grundregeln des Europäischen Vertragsrechts
Die Grundregeln des Europäischen Vertragsrechts (englisch Principles of European Contract Law oder Lando-Principles) sind eine nicht rechtsverbindliche Zusammenstellung gemeinsamer Vertragsrechts-Grundsätze, auf welche die EU-Mitgliedstaaten bei der Ausarbeitung von Gesetzentwürfen, Parteien bei der Vertragsgestaltung oder auch Gerichte bei der Rechtsauslegung zurückgreifen können.
Anwendungsbereich der Grundsätze ist das gesamte allgemeine Vertragsrecht  wie beispielsweise Vertragsschluss, Abtretung, Berechnung von Fristen oder Stellvertretung. Ihnen kommt keine Rechtsverbindlichkeit zu. An ihrer Ausarbeitung in der Lando-Kommission waren führende Zivilrechtler aller EU-Mitgliedstaaten beteiligt. Im Zuge der aktuellen Bemühungen um ein gemeinsames europäisches Vertragsrecht für das gesamte Gebiet der EU kommen sie als Vorbild für eine europäische Modellregelung in Frage.